# 池禪尼
池禪尼（日语：／ Ike no Zenni，1104年? - 1164年?）是平安时代末期的女性。為平忠盛正室，平清盛的繼母。後來成為重仁親王（崇德天皇的皇子）的乳母。她出身藤原北家九条流。為中纳言藤原隆家後裔。父親為藤原宗兼、母親為藤原有信之女，名為宗子。